# Charles-Joseph Natoire
Charles-Joseph Natoire (Nimes, 3 de març de 1700 - Castel Gandolfo, 23 d'agost de 1777) va ser un pintor francès. Comparat sovint amb el seu contemporani François Boucher. Va ser director de l'Acadèmia de França a Roma entre 1751 i 1775. Va gaudir d'una gran autoritat artística igual que el seu mestre François Lemoyne. Se'l coneix com el pintor de la gràcia, la voluptuositat i de la joia per viure. El seu toc personal és massa càlid per a la pintura històrica i massa frívol per a la pintura religiosa. Però sobretot se'l recorda per ser l'autor de la Història de Psyque al saló de la Princesa de la residència de Soubise a París, així com pels cartrons de la Història de Don Quixot per a la fàbrica de tapissos de Beauvais, conservats la major part al Castell de Compiègne.

## Biografia
Va néixer a Nîmes, fill de Florent Natoire, un escultor originari de la Lorena i de Catherine Mauric. El seu pare, després d'haver-li donat les primeres lliçons de dibuix, va enviar-lo a París el 1717, al taller de Lluís Galloche (1670-1761), perquè hi completés la seva formació. En Galloche era pintor reial i professor a l'Acadèmia reial de pintura i escultura on va posar Natoire a càrrec del mestre François Lemoyne.

### Primera estada a Roma (1723-1729)
El 30 d'agost de 1721 va obtenir un premi que consistia en una beca per anar a Roma a completar els seus estudis. Aquest premi va ser atorgat per la seva obra titulada Manué oferint un sacrifici al Senyor pel seu fill Sansó. L'octubre de 1723 es va traslladar a Roma. Allà va fer una còpia de El rapte de les Sabines de Pietro de Cortone, una pintura decorant una porta representant a Diana per al palau Mancini, seu dels estudiants francesos a Roma. El desembre de 1725 va guanyar el primer premi de l'Acadèmia de sant Lluc amb un dibuix titulat Moisès tornant del mont Sinai es mostra al poble amb cara resplendent. El 1728 va pintar per a l'ambaixador de França, el cardenal Polignac, un retaule representant Jesús fent fora els mercaders del Temple.

### Natoire a París (1730-1751)
Natoire va tornar a París a començaments de 1729, passant primer a Venècia, on segueix aprenent contemplant les obres dels mestres venecians.

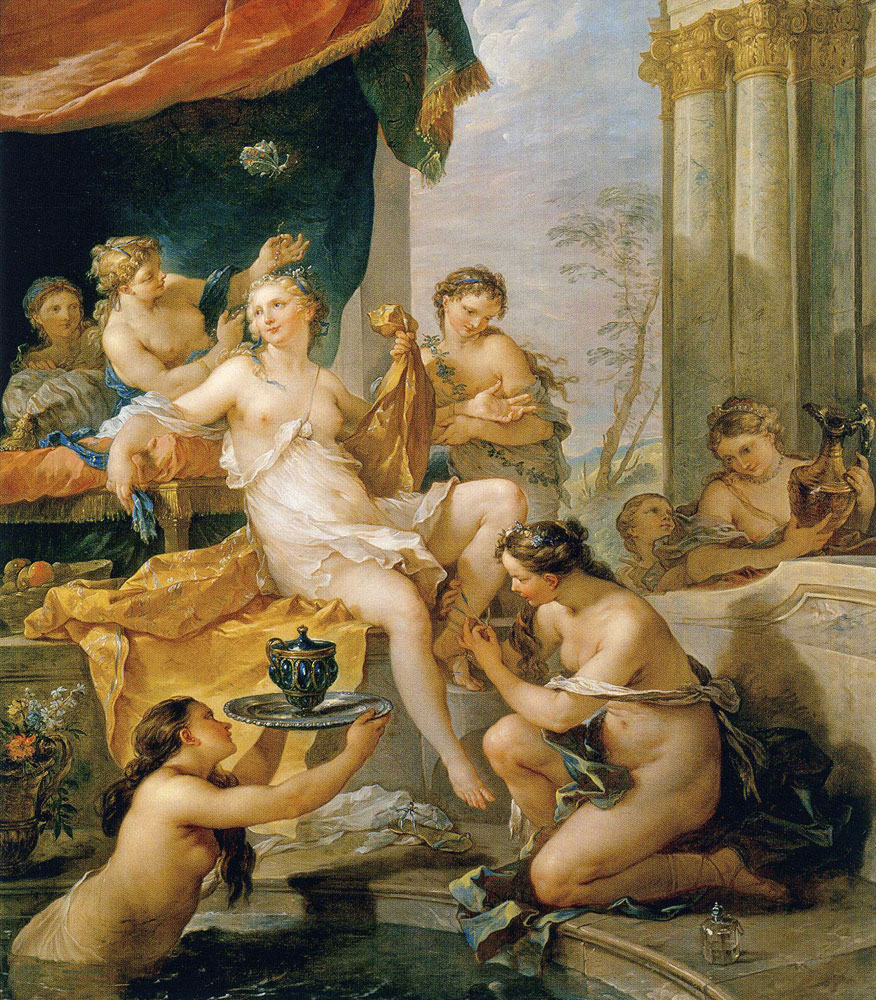
Psyque fent la seva neteja personal, 1735, Nouvelle-Orléans, New Orleans Museum of Art.

Aviat la seva reputació de bon pintor fa que passi de ser només un alumne a ser un membre de l'Acadèmia. El 1731 rep l'encàrrec de decorar la capella de Godofred a la localitat de Sant Aubin, dins el castell propietat de Filibert Orry controlador general de finances.
El 1736 treballa en una Història dels Déus en nou retaules, una Història de Clodoveu en sis escenes, una Història de Telèmac també en sis escenes i Les Quatre Estacions, comanda que no acabaria fins al 1740. Mentrestant, el 1732 rep l'encàrrec el 1732 de decorar amb imatges de l'Antic Testament una porta de la residència del duc d'Antin a París.
El juny de 1734, va participar en l'Exposició de la Joventut de la plaça Dauphine amb l'obra Galatea. Aquell mateix any rep la primera comanda reial, es tracta de decorar el saló de la reina al Palau de Versalles i el 31 de desembre és acceptat com a membre destacat de l'Acadèmia amb l'obra Venus encarrega a Vulcà les armes per a Enees. Des d'aleshores executa nombroses comandes reials per a les petites sales del Castell de Fontainebleau, per al menjador reial al palau de Versalles, per al castell de Marly, per la Biblioteca nacional de França, etc.
El 1735 Natoire va estar enfeinat en els dibuixos per a una sèrie de tapissos basats en la història de Don Quijote teixits per la Manufactura de Beauvais encarregats per Pierre Grimod du Fort (1692-1748). El 1737 es va fer càrrec del cicle de la Històira de Psyque per la sala oval de la Princesa, a la residència Soubise a París. I a partir de 1741, realitza els cartrons de la Història de Marc Antoni per a la Manufactura dels Gobelins.
El 1747 es va dedicar a fer el retrat de Lluís, el delfí de França. Sembla, però que se sent més còmode amb els temes religiosos com Sant Esteve davant els doctors donant fals testimoni, pintat el 1745 per a la capella de Saint-Simforien de l'Abadia de Saint-Germain-des-Prés, o la capella de l'"Hospital dels Nens trobats" (1746-1750) de París (île de la Cité) que va ser destruït al segle xix.
El 1747, va participar en el concurs organitzat pel nou director general de les edificis del rei, en Charles François Paul Le Normant de Tournehem, amb l'obra El Triomf de Bacus actualment al museu del Louvre.

### Segona estada a Roma (1751-1777)
El 1751, Natoire és nomenat director de l'Acadèmia de França a Roma. Tot i que va ser un nomenament de prestigi, va suposar la fi de la seva carrera, ja que ja no va tornar a ser primer pintor del rei.
Va ser un director actiu, que va animar els seus alumnes a fer pintures dels paisatges campestres romans.
L'abril del 1753 va ser nomenat cavaller i el 1755 va rebre la distinció de l'orde de Saint-Michel.
Durant aquest període destaca la pintura al fresc de l'església de sant Lluís titulada L'apoteosi de sant Lluís (1754-1756), inspirada en la decoració que havia fet Sebastiano Conca a Santa Cecilia, per la qual cosa els neoclassicistes la van trobar mancada d'originalitat.
El 1767, l'arquitecte Adrien Mouton, que havia estat expulsat de l'Acadèmia, li va iniciar un procés contra ell que acabarà guanyat el 1770. Es tractava d'una acusació per errades administratives i Natoire es va veure obligat a pagar una multa de 20.000 lliures. Després d'això, comte d'Angiviller el nou director general dels edificis reials, l'allibera del seu càrrec el juny de 1775. Ell s'arretira a Castel Gandolfo on hi va morir poc més tard.

## Principals obres

### Pintura religiosa

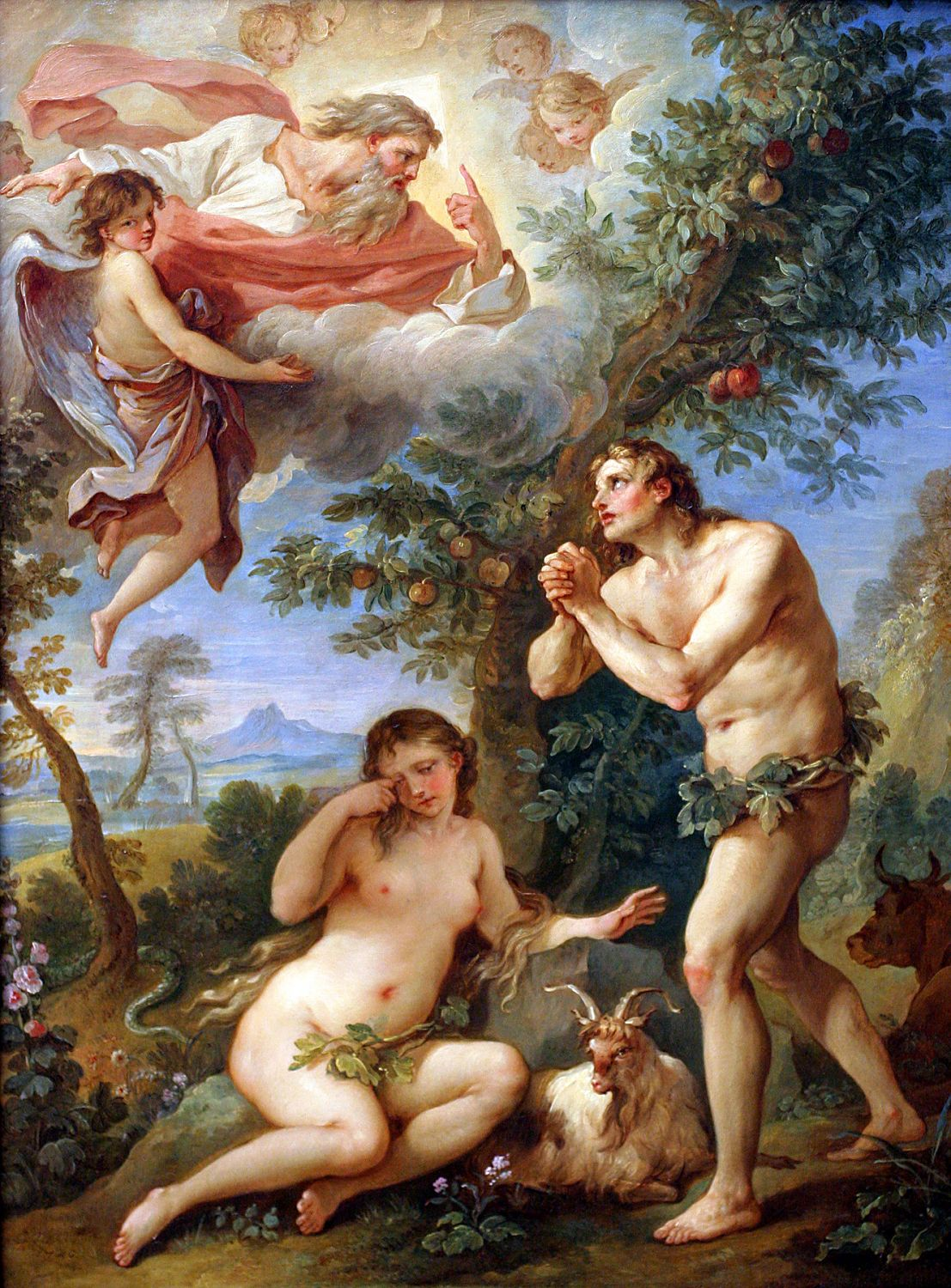
Adam i Eva despatxats del Paradís terrenal, 1740, Metropolitan Museum of Art

- Manué ofereix un sacrifici al Senyor pel seu fill Sansó, 1721, París, École nationale supérieure des beaux-arts.
- Jesús fent fora els mercaders del Temple, 1728, París, església de sant Medard (París).
- Tres frisos per a la residència del duc d'Antin a París, 1732:
  - Jacob i Raquel abandonant la casa de Laban, Atlanta, The High Museum of Art.
  - Jacob i Raquel portant a abeurar els seus ramats d'ovelles i altres bèsties, Nova York, coll. part.
  - Agar i el seu fill Ismael, París, Museu del Louvre.
- Adam i Eva expulsats del Paradís terrenal, 1740, Nova York, Metropolitan Museum of Art.
- Sant Esteve davant dels doctors portant fals testimoni, 1745, Rennes, Musée des Beaux-Arts.
- El bateig de Crist, 1747, Arràs, museu de Belles Arts d'Arràs.
- Pintures de la catedral Sant Joan de Besançon#La Predicació de sant Ferriol ei de sant Ferjeux, 1754, Besançon.
- Pintures de la catedral Sant Joan de Besançon#La baixada de la creu, 1755, Besançon
- Pintures de la catedral Sant Joan de Besançon#La Missa de difunts, Besançon,

### Pintura de tema mitològic i al·legòric

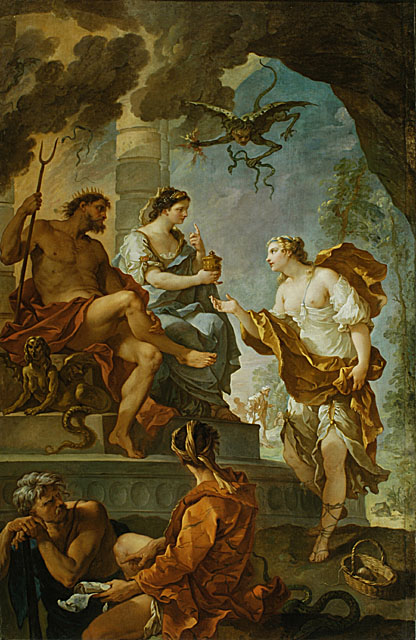
Psyque obtenint de Proserpina l'elixir de la bellesa, 1735

- Cicle de la Història dels Déus, 9 retaules, 1731-1735, encarregats per Philibert Orry:
  - Io aixecat per Júpiter, 1731, Troyes, Museu de Belles Arts de Troyes.
  - L'ascensió d'Europa, 1731, Sant Petersburg, Museu de l'Ermitage.
  - Júpiter servit per Hebe, Troyes, Musée des Beaux-Arts.
  - Júpiter aixecant Ganimedes, Troyes, Musée des Beaux-Arts.
  - Danae rebent Júpiter metamorfosada en pluja d'or, Troyes, Musée des Beaux-Arts.
  - Mercuri i Amor, Troyes, Musée des Beaux-Arts.
  - L'Amor escampant flors per la terra, Troyes, Musée des Beaux-Arts.
  - L'educació d'Amor, Moscou, Museu Puxkin.
  - Leda i el cigne, Troyes, Musée des Beaux-Arts.
- Primer cicle de la Història de Psique, 4 retaules, 1734-1735, encomanat per Louis Denis Lalive de Bellegarde (1679-1751) per al castell de la Chevrette :
  - Venus mostrant Psique a l'Amor, no localitzat.
  - La Toilette de Psique, Nova Orleans, Museum of Art.
  - Venus prohibint a l'Amor de veure Psique, Nouvelle-Orléans, Museum of Art.
  - Psique obtenint de Proserpina l'elixir de bellesa, Los Angeles, Los Angeles County Museum of Art.
- Cicle de la Històiria de Telèmac, 6 taules, 1735-1740, encomanat per Philibert Orry :
  - Venus que dona l'Amor a Calypso, 1739, Moscou, Museu Puxkin.
  - Telèmac a l'illa de Calypso, 1739, Sant Petersburg, Museu de l'Ermitage.
  - El vaixell de Telèmac cremat per les nimfes, Sant Petersburg, Museu de l'Ermitage.
  - Calypso escoltant els consells d'Amour, Troyes, Musée des Beaux-Arts.
  - Telèmac escoltant els consells de Mentor, 1740, Troyes, Musée des Beaux-Arts.
- Les Quatre Estacions, 4 retaules, 1735 (destruïts el 1814).
- La Joventut i la Virtut presentant dues princeses a França, 1734, Sala de la reina, Palau de Versalles (in situ).
- Vulcà les armes per a Enees, 1734, Montpeller, Musée Fabre.

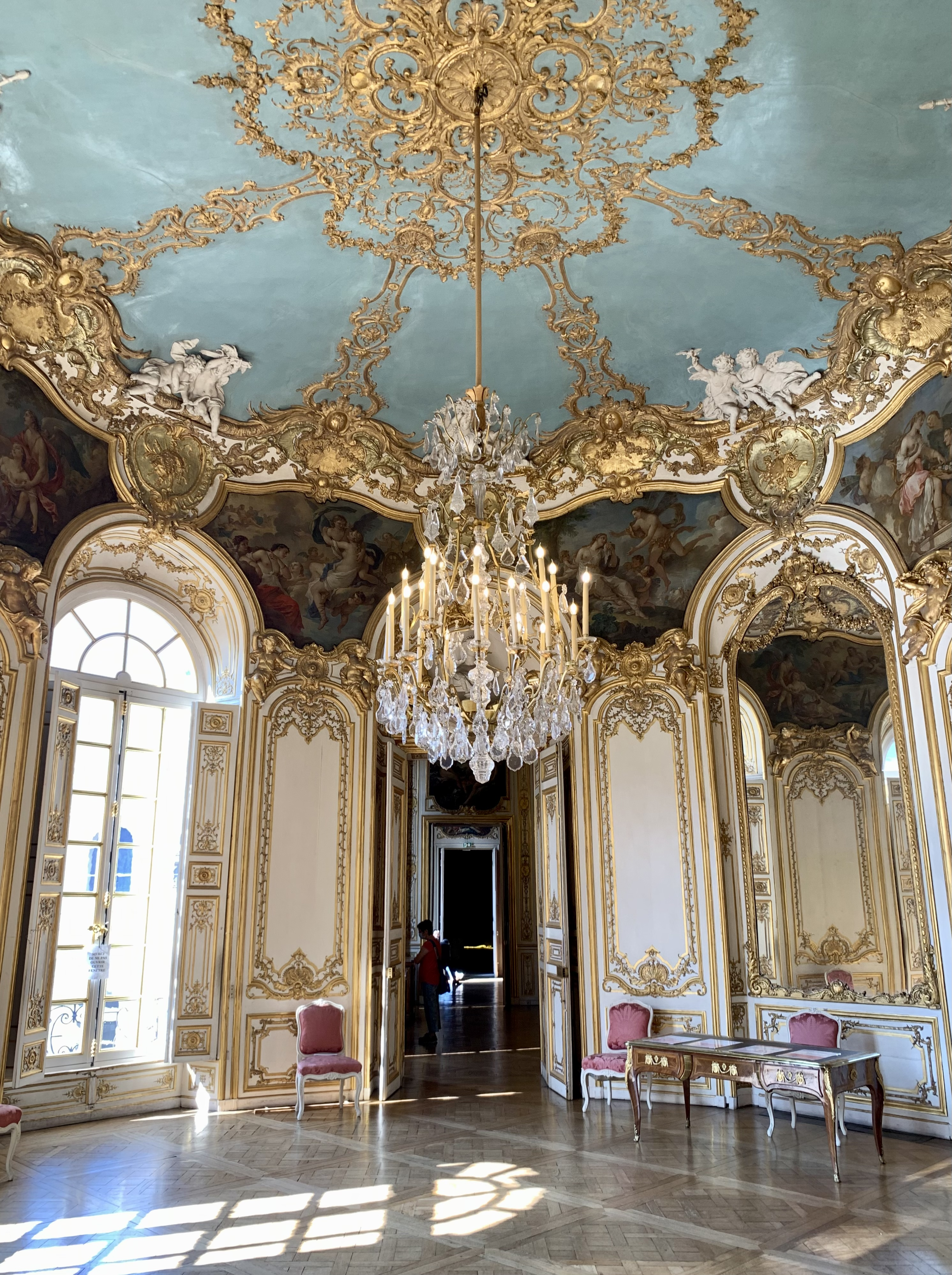
Saló de la Princesa, residència Soubise

- Cicle de la Història de Psyque, 8 retaules, 1737-1739, París, Saló de la Princesa, residència Soubise (in situ) :
  - Psique rebuda per les nimfes al palau d'Amor, 1737.
  - Psique mostrant els seus tresors a les seves germanes, 1738.
  - Psique contemplant el seun marit, l'Amor adormit, 1738.
  - Psique salvada de les aigües per les nimfes, 1738.
  - Psique a casa chez dels pastors, 1738.
  - Psique defallint per l'espant en presència de Venus, 1738.
  - Psique elevada a l'Olimp per Amor, 1739.
  - Psique acollida per Zefir, 1739.
- Bacus convidat a beure per un nen, acompanyat de dues bacants i de Silenes, 1738.
- Les Tres Gràcies encadenant l'Amour, 1738, París, Palau de Luxembourg.
- La Bellesa revifa la flama de l'Amour, 1739, encomanat per a la cambra de la Reina, palau de Versalles (in situ).
- Les arts liberals, fris, 1740, encomanat per al Sala de les medalles de la Biblioteca del Rei, París, Biblioteca Nacional de França, site Richelieu (in situ) :
  - L'Escultura.
  - La Pintura.
  - L'Arquitectura.
- Els quatre elements, fris, 1741, encomat per Pierre Grimod du Fort per a la residència Chamillart, rue du Coq-Héron a París:
  - La Terra, o Ceres nodrint Triptoleme, Musée Rolin Autun.
  - El Foc, o Venus demanant a Vulcà les armes per Enees, Musée Rolin Autun
  - L'Aigua, o el triomf d'Amfitrites, no localitzat.
  - L'Aire, o Juno i Iris, París, Palau de Luxemburg.
- Venus fent la seva neteja personal, 1742, Burdeus, Musée des Beaux-Arts.
- Bacus i Ariadna, 1742, Sant Petersburg, Museu de l'Ermitage.
- Quatre retaules per al castell de Marly, 1743 :
  - Bacus i Ariadne, París, residència de Lassay.
  - El descans de Diana, Versalles, Petit Trianon.
  - Apol·lo i les Muses, no localitzat.
  - Venus i Neptú, no localitzat.
- El triomf de Bacus, 1747, París, Museu del Louvre.
- Dos retaules per a la residència d'Ange Laurent Lalive de Jully, rue Saint-Honoré a París, 1749:
  - Bacanal, Houston, Museum of Fine Arts.
  - El Triomf d'Amfitrites, no localitzat.
- Al·legoria del naixement de Marie Zéphirine de França, 1749, palau de Versalles.
- Cupido esmolant les sves fletxes, 1750, Sant Petersburg, Museu de l'Ermitage.

### Pintura de tema històric
- Cicle de la Història de Clodoveu, 6 retaules, 1735-1738, encomanats per Philibert Orry, Troyes, Musée des Beaux-Arts :
  - La Batalla de Tolbiac, 1735.
  - Sant Rémy aporta a Clodoveu la submissió del Poble de Reims, 1736.
  - Clodoveu, coronat per la Victòria, fent reflorir la Religió, 1736.
  - El Repòs de França, 1736.
  - El setge de Clodoveu a Burdeus, 1737.
  - La Batalla de Vouillé, 1738.
- L'entrada solemne de Monsenyor de Pâris à Orléans, 1745, encomanat per a la residència de camp dels bisbes d'Orléans a Meung-sur-Loire, Districte d'Orleans, Biblioteca municipal.
- L'apoteosi de sant Lluís, 1756, Brest, Musée des Beaux-Arts (esborrany).

### Pintura costumista
- Escena pastoral, fris, París, palau de Roquelaure, 246 boulevard Saint-Germain (in situ).

### Cartrons per a tapisseries
- Sèrie de la Història de Don Quixot, 1735 :
  - Sancho castigant la venedora de nous, 1735, Château de Compiègne.
  - Don Quixot essent despullat per les donzelles de la duquessa, 1742, col·lecció privada.
  - Sortida de Sancho cap a l'illa de Baratària, Château de Compiègne.
  - El dinar de Sancho, governador de l'illa de Baratària, Château de Compiègne.
  - Don Quixot i els ocells de la cova de Montesinos, Château de Compiègne.
  - Don Quixot i el cavaller dels Miralls, Château de Compiègne.
  - La Falsa princesa de Micomicon pregant a Don Quixot que la restitueixi al seu tron, Château de Compiègne.
- Sèrie de la Història de Marc Antoni, 1740-1757 :
  - Marc Antoni fent la seva entrada a Efes, 1741, Arràs, Musée des Beaux-Arts.
  - El dinar de Cleòpatra i de Marc Antoni, 1754, Nimes, Musée des Beaux-Arts de Nîmes.
  - L'arribada de Cleòpatra a Tars, 1756, Nimes, Musée des Beaux-Arts de Nîmes.
  - L'entrevista de Cleòpatra i Antoni a Tars, 1757, Rouen, Musée des Beaux-Arts.
  - La conclusió de la pau de Tàrent, esboç, 1757, Nimes, Musée des Beaux-Arts.

### Retrats
- Lluïsa Anna de Borbó-Condé, 1731, palau de Versalles.
- Monseigneur de Pâris, bisbe d'Orléans, 1746, Orléans, Musée des Beaux-Arts.
- Lluís, delfí de França, 1747, palau de Versalles.